# Leichtathletik-Länderkampf der Männer 1974 BR Deutschland – Sowjetunion / BR Deutschland – Frankreich
| 21./22. Leichtathletik-Länderkampf mit bundesdeutscher Beteiligung 1974                | 21./22. Leichtathletik-Länderkampf mit bundesdeutscher Beteiligung 1974 |
| -------------------------------------------------------------------------------------- | ----------------------------------------------------------------------- |
|                                                                                        |                                                                         |
| Ländervergleich der Männer: BR Deutschland – Sowjetunion / BR Deutschland – Frankreich |                                                                         |
| Austragungsort                                                                         | Stuttgart                                                               |
| Wettbewerbe                                                                            | 21                                                                      |
| Datum                                                                                  | 10./11. August                                                          |
| 1. URS 2. FRG                                                                          | 232 Punkte 194 Punkte                                                   |
| 1. FRG 2. FRA                                                                          | 236,5 Punkte 188,5 Punkte                                               |
| Chronik                                                                                |                                                                         |
| ← URS-FRG/FRG-USA 005kampf (F)                                                         | FRG-URS/FRG-FRA (F) →                                                   |

Die Vergleiche Nummer 21 und 22 des Länderkampfjahres 1974 wurden wieder in einer gemeinsamen Veranstaltung mit drei Ländern und getrennten Wertungen für je zwei Teilnehmerteams ausgetragen. Erneut gehörte zu den Gegnern der bundesdeutschen Männer mit der Sowjetunion eine der stärksten Leichtathletiknationen Europas. Als drittes Land war Frankreich an diesem Wettbewerb, der am 10./11. August in Stuttgart stattfand, beteiligt.
Es war das sechste Aufeinandertreffen mit der UdSSR in einer Veranstaltung mit einem allgemeinen leichtathletischen Programm und außer der ersten Begegnung 1958 in Augsburg hatte die UdSSR alle weiteren Vergleiche für sich entschieden.
Gegen Frankreich hatte es zuvor 23 Länderkämpfe der bundesdeutschen Männer gegeben, die alle an die Bundesrepublik gegangen waren.

## Wettbewerbe und Modus
Auf dem Programm stand neben den bei Länderkämpfen üblichen zwanzig Disziplinen zusätzlich noch das 20.000-Meter-Bahngehen. Aus dem olympischen Wettbewerbskatalog fehlten nur der Marathonlauf, die beiden Disziplinen im Straßengehen und der Zehnkampf. Am Start waren drei Vertreter je Land und Wettbewerb, die für beide Länderkämpfe in den Einzeldisziplinen nach folgendem System gewertet wurden: 1. Platz: 7 P / 2. Pl.: 5 P / 3. Pl.: 4 P / 4. Pl.: 3 P / … In den Staffeln wurden die Punkte für beide Länderkämpfe wie üblich mit fünf zu zwei verteilt.

## Ergebnis
- Länderkampf Bundesrepublik Deutschland – Sowjetunion
In den Einzelläufen ging es insgesamt sehr eng zu. Die bundesdeutschen Vertreter kamen bei einem Dreifacherfolg zu fünf Siegen, die sowjetischen Athleten bei zwei Dreifacherfolgen zu vier Siegen. Eine Laufdisziplinwertung endete unentschieden. Die Staffeln gingen beide an die Bundesrepublik. Die vier Sprünge entschied die Sowjetunion bei zwei Dreifacherfolgen alle für sich. Im Bereich Wurf/stoß lag die UdSSR mit zwei Disziplingewinnen bei einem Dreifacherfolg ebenfalls vorn. Hier gab es außerdem ein Remis und einen bundesdeutschen Sieg. Das Bahngehen verbuchten die sowjetischen Geher für sich. So verlor das bundesdeutsche Team gegen die Sowjetunion mit 194 zu 232 Punkten.
- Länderkampf Bundesrepublik Deutschland – Frankreich
Sechs Einzelläufe gewann die Bundesrepublik und erzielte dabei einen Dreifacherfolg. Frankreich war hier in vier Disziplinwertungen vorn. Eine Staffel ging an Frankreich, die andere an die Bundesrepublik. Im Bereich Sprung gewannen die französischen Teilnehmer zwei Wettbewerbe, die bundesdeutschen Vertreter einen. Der Dreisprung endete unentschieden. In der Kategorie Wurf/Stoß war die Bundesrepublik mit drei Disziplinsiegen bei zwei Dreifacherfolgen deutlich überlegen. Im Speerwurf gab es ein Remis. Ebenfalls zu einem Unentschieden kam es im Bahngehen. Damit verzeichnete die bundesdeutsche Mannschaft in der Gesamtwertung mit 236,5 zu 188,5 Punkten einen weiteren Sieg über das Team aus Frankreich.

## Legende
Kurze Übersicht zur Bedeutung der Symbolik – so üblicherweise auch in sonstigen Veröffentlichungen verwendet:
| NMW | keine Weite (No Mark) |
| ogV | ohne gültigen Versuch |

## Einzelresultate

### 100 m
| Platz | Athlet                 | Land | Zeit (s) | Länderkampfwertung | Länderkampfwertung |
| ----- | ---------------------- | ---- | -------- | ------------------ | ------------------ |
| 1     | Klaus-Dieter Bieler    | FRG  | 10,49    | 1. FRG 2. URS      | 13 P 09 P          |
| 2     | Manfred Ommer          | FRG  | 10,49    | 1. FRG 2. URS      | 13 P 09 P          |
| 3     | Alexandr Korneljuk     | URS  | 10,54    | 1. FRG 2. URS      | 13 P 09 P          |
| 4     | Juris Silovs           | URS  | 10,56    | 1. FRG 2. URS      | 13 P 09 P          |
| 5     | Alexander Aksinin      | URS  | 10,57    | 1. FRG 2. FRA      | 16 P 06 P          |
| 6     | Franz-Peter Hofmeister | FRG  | 10,57    | 1. FRG 2. FRA      | 16 P 06 P          |
| 7     | Bruno Cherrier         | FRA  | 10,62    | 1. FRG 2. FRA      | 16 P 06 P          |
| 8     | Dominique Chauvelot    | FRA  | 10,65    | 1. FRG 2. FRA      | 16 P 06 P          |
| 9     | Eric Bigon             | FRA  | 10,72    | 1. FRG 2. FRA      | 16 P 06 P          |

Datum: 10. August

### 200 m
| Platz | Athlet                 | Land | Zeit (s) | Länderkampfwertung | Länderkampfwertung |
| ----- | ---------------------- | ---- | -------- | ------------------ | ------------------ |
| 1     | Manfred Ommer          | FRG  | 20,73    | 1. FRG 2. URS      | 14 P 08 P          |
| 2     | Franz-Peter Hofmeister | FRG  | 20,76    | 1. FRG 2. URS      | 14 P 08 P          |
| 3     | Joseph Arame           | FRA  | 20,92    | 1. FRG 2. URS      | 14 P 08 P          |
| 4     | Bruno Cherrier         | FRA  | 20,98    | 1. FRG 2. URS      | 14 P 08 P          |
| 5     | Alexander Schidkich    | URS  | 21,13    | 1. FRG 2. FRA      | 13 P 09 P          |
| 5     | Philippe Leroux        | FRA  | 21,13    | 1. FRG 2. FRA      | 13 P 09 P          |
| 7     | Alexander Aksinin      | URS  | 21,29    | 1. FRG 2. FRA      | 13 P 09 P          |
| 8     | Ulrich Haupt           | FRG  | 21,34    | 1. FRG 2. FRA      | 13 P 09 P          |
| 9     | Wiktor Mjasnikow       | URS  | 21,57    | 1. FRG 2. FRA      | 13 P 09 P          |

Datum: 11. August

### 400 m
| Platz | Athlet            | Land | Zeit (s) | Länderkampfwertung | Länderkampfwertung |
| ----- | ----------------- | ---- | -------- | ------------------ | ------------------ |
| 1     | Karl Honz         | FRG  | 46,00    | 1. FRG 2. URS      | 16 P 06 P          |
| 2     | Bernd Herrmann    | FRG  | 46,08    | 1. FRG 2. URS      | 16 P 06 P          |
| 3     | Falko Geiger      | FRG  | 46,77    | 1. FRG 2. URS      | 16 P 06 P          |
| 4     | Francis Demarthon | FRA  | 46,83    | 1. FRG 2. URS      | 16 P 06 P          |
| 5     | Francis Kerbiriou | FRA  | 47,12    | 1. FRG 2. FRA      | 16 P 06 P          |
| 6     | Semjon Kotscher   | URS  | 47,18    | 1. FRG 2. FRA      | 16 P 06 P          |
| 7     | Roger Velasquez   | FRA  | 47,33    | 1. FRG 2. FRA      | 16 P 06 P          |
| 8     | Wladimir Nossenko | URS  | 47,38    | 1. FRG 2. FRA      | 16 P 06 P          |
| 9     | Wiktor Michailow  | URS  | 47,50    | 1. FRG 2. FRA      | 16 P 06 P          |

Datum: 10. August

### 800 m
| Platz | Athlet               | Land | Zeit (min) | Länderkampfwertung | Länderkampfwertung |
| ----- | -------------------- | ---- | ---------- | ------------------ | ------------------ |
| 1     | Wladimir Ponomarjow  | URS  | 1:48,06    | 1. URS 2. FRG      | 13 P 09 P          |
| 2     | Marcel Philippe      | FRA  | 1:48,07    | 1. URS 2. FRG      | 13 P 09 P          |
| 3     | Pawel Litowtschenko  | URS  | 1:48,52    | 1. URS 2. FRG      | 13 P 09 P          |
| 4     | Thomas Wessinghage   | FRG  | 1:48,77    | 1. URS 2. FRG      | 13 P 09 P          |
| 5     | Willi Wülbeck        | FRG  | 1:48,78    | 1. FRG 1. FRA      | 11 P               |
| 6     | Gérard de Daran      | FRA  | 1:48,92    | 1. FRG 1. FRA      | 11 P               |
| 7     | Roqui Sanchez        | FRA  | 1:49,21    | 1. FRG 1. FRA      | 11 P               |
| 8     | Heinz Langenbach     | FRG  | 1:49,54    | 1. FRG 1. FRA      | 11 P               |
| 9     | Georgi Tschernyschow | URS  | 1:57,03    | 1. FRG 1. FRA      | 11 P               |

Datum: 11. August

### 1500 m
| Platz | Athlet               | Land | Zeit (min) | Länderkampfwertung | Länderkampfwertung |
| ----- | -------------------- | ---- | ---------- | ------------------ | ------------------ |
| 1     | Thomas Wessinghage   | FRG  | 3:41,6     | 1. FRG 2. URS      | 12 P 09 P          |
| 2     | Wladimir Pantelej    | URS  | 3:41,8     | 1. FRG 2. URS      | 12 P 09 P          |
| 3     | Marcel Philippe      | FRA  | 3:42,1     | 1. FRG 2. URS      | 12 P 09 P          |
| 4     | Sergej Abramow       | URS  | 3:43,7     | 1. FRG 2. URS      | 12 P 09 P          |
| 5     | Christoph Engel      | FRG  | 3:43,9     | 1. FRG 2. FRA      | 11 P               |
| 6     | Jacky Boxberger      | FRA  | 3:44,5     | 1. FRG 2. FRA      | 11 P               |
| 7     | Jean-Pierre Dufresne | FRA  | 3:44,5     | 1. FRG 2. FRA      | 11 P               |
| 8     | Josef Schmid         | FRG  | 3:48,6     | 1. FRG 2. FRA      | 11 P               |

Datum: 10. August
Die Sowjetunion stellte nur zwei Läufer.

### 5000 m
| Platz | Athlet                  | Land | Zeit (min) | Länderkampfwertung | Länderkampfwertung |
| ----- | ----------------------- | ---- | ---------- | ------------------ | ------------------ |
| 1     | Klaus-Peter Hildenbrand | FRG  | 13:38,8    | 1. FRG 2. URS      | 15 P 07 P          |
| 2     | Detlef Uhlemann         | FRG  | 13:40,6    | 1. FRG 2. URS      | 15 P 07 P          |
| 3     | Wladimir Satonski       | URS  | 13:42,2    | 1. FRG 2. URS      | 15 P 07 P          |
| 4     | Christian Cairoche      | FRA  | 13:43,4    | 1. FRG 2. URS      | 15 P 07 P          |
| 5     | Hans-Jürgen Orthmann    | FRG  | 13:51,2    | 1. FRG 2. FRA      | 15 P 07 P          |
| 6     | Jean Levaillant         | FRA  | 13:52,4    | 1. FRG 2. FRA      | 15 P 07 P          |
| 7     | Miniwasik Abdulin       | URS  | 14:01,0    | 1. FRG 2. FRA      | 15 P 07 P          |
| 8     | Alexander Storoschew    | URS  | 14:11,2    | 1. FRG 2. FRA      | 15 P 07 P          |
| 9     | Patrick Bethegnies      | FRA  | 14:23,4    | 1. FRG 2. FRA      | 15 P 07 P          |

Datum: 11. August

### 10000 m
| Platz | Athlet                  | Land | Zeit (min) | Länderkampfwertung | Länderkampfwertung |
| ----- | ----------------------- | ---- | ---------- | ------------------ | ------------------ |
| 1     | Nikolai Puklakow        | URS  | 28:39,2    | 1. URS 2. FRG      | 15 P 06 P          |
| 2     | Satymkul Dschumanasarow | URS  | 28:43.8    | 1. URS 2. FRG      | 15 P 06 P          |
| 3     | Pawel Andrejew          | URS  | 28:48.8    | 1. URS 2. FRG      | 15 P 06 P          |
| 4     | Pierre Liardet          | FRA  | 28:56,2    | 1. URS 2. FRG      | 15 P 06 P          |
| 5     | Jean Yves Le Flohic     | FRA  | 29:14,0    | 1. FRA 2. FRG      | 15 P 07 P          |
| 6     | Wolfgang Krüger         | FRG  | 29:27,0    | 1. FRA 2. FRG      | 15 P 07 P          |
| 7     | Jean-Paul Gomez         | FRA  | 30:02,4    | 1. FRA 2. FRG      | 15 P 07 P          |
| 8     | Ingo Sensburg           | FRG  | 30:04,4    | 1. FRA 2. FRG      | 15 P 07 P          |
| 9     | Willi Jungbluth         | FRG  | 30:37,6    | 1. FRA 2. FRG      | 15 P 07 P          |

Datum: 10. August

### 110 m Hürden
| Platz | Athlet                 | Land | Zeit (s) | Länderkampfwertung | Länderkampfwertung |
| ----- | ---------------------- | ---- | -------- | ------------------ | ------------------ |
| 1     | Guy Drut               | FRA  | 13,52    | 1. URS 2. FRG      | 16 P 06 P          |
| 2     | Eduard Perewersew      | URS  | 13,74    | 1. URS 2. FRG      | 16 P 06 P          |
| 3     | Wiktor Mjasnikow       | URS  | 13,76    | 1. URS 2. FRG      | 16 P 06 P          |
| 4     | Anatoli Moschiaschwili | URS  | 14,06    | 1. URS 2. FRG      | 16 P 06 P          |
| 5     | Manfred Schumann       | FRG  | 14,15    | 1. FRA 2. FRG      | 12 P 10 P          |
| 6     | Emile Raybois          | FRA  | 14,29    | 1. FRA 2. FRG      | 12 P 10 P          |
| 6     | Volker Warbende        | FRG  | 14,29    | 1. FRA 2. FRG      | 12 P 10 P          |
| 8     | Dieter Gebhard         | FRG  | 14,45    | 1. FRA 2. FRG      | 12 P 10 P          |
| 9     | Philippe Bunel         | FRA  | 14,50    | 1. FRA 2. FRG      | 12 P 10 P          |

Datum: 11. August

### 400 m Hürden
| Platz | Athlet             | Land | Zeit (s) | Länderkampfwertung | Länderkampfwertung |
| ----- | ------------------ | ---- | -------- | ------------------ | ------------------ |
| 1     | Jauhen Haurylenka  | URS  | 50,00    | 1. URS 2. FRG      | 15 P 07 P          |
| 2     | Dmitri Stukalow    | URS  | 50,27    | 1. URS 2. FRG      | 15 P 07 P          |
| 3     | Jean-Claude Nallet | FRA  | 50,39    | 1. URS 2. FRG      | 15 P 07 P          |
| 4     | Rolf Ziegler       | FRG  | 50,45    | 1. URS 2. FRG      | 15 P 07 P          |
| 5     | Wiktor Sawtschenko | URS  | 50,83    | 1. FRA 2. FRG      | 12 P 10 P          |
| 6     | Jean-Claude N'Lomo | FRA  | 51,56    | 1. FRA 2. FRG      | 12 P 10 P          |
| 7     | Werner Reibert     | FRG  | 51,62    | 1. FRA 2. FRG      | 12 P 10 P          |
| 8     | Georg Nückles      | FRG  | 51,76    | 1. FRA 2. FRG      | 12 P 10 P          |
| 9     | Jacques Dechoux    | FRA  | 52,88    | 1. FRA 2. FRG      | 12 P 10 P          |

Datum: 10. August

### 3000 m Hindernis
| Platz | Athlet            | Land | Zeit (min) | Länderkampfwertung | Länderkampfwertung |
| ----- | ----------------- | ---- | ---------- | ------------------ | ------------------ |
| 1     | Michael Karst     | FRG  | 8:25,0     | 1. FRG 2. URS      | 14 P 07 P          |
| 2     | Gerd Frähmcke     | FRG  | 8:28,6     | 1. FRG 2. URS      | 14 P 07 P          |
| 3     | Gérard Buchheit   | FRA  | 8:28,8     | 1. FRG 2. URS      | 14 P 07 P          |
| 4     | Jonas Grigas      | URS  | 8:32,2     | 1. FRG 2. URS      | 14 P 07 P          |
| 5     | Nikolai Majorow   | URS  | 8:34,2     | 1. FRG 2. FRA      | 13 P 09 P          |
| 6     | Jean-Paul Villain | FRA  | 8:39,2     | 1. FRG 2. FRA      | 13 P 09 P          |
| 7     | Patrick Martin    | FRA  | 8:39,6     | 1. FRG 2. FRA      | 13 P 09 P          |
| 8     | Willi Maier       | FRG  | 8:39,6     | 1. FRG 2. FRA      | 13 P 09 P          |

Datum: 11. August
Die Sowjetunion stellte nur zwei Läufer.

### 4 × 100 m Staffel
| Platz | Besetzung      | Land                                                                  | Zeit (s) | Länderkampfwertung | Länderkampfwertung |
| ----- | -------------- | --------------------------------------------------------------------- | -------- | ------------------ | ------------------ |
| 1     | Frankreich     | Lucien Sainte-Rose Joseph Arame Bruno Cherrier Dominique Chauvelot    | 39,19    | 1. FRG 2. URS      | 5 P 2 P            |
| 2     | BR Deutschland | Ulrich Haupt Klaus-Dieter Bieler Manfred Ommer Franz-Peter Hofmeister | 39,19    | 1. FRA 2. FRG      | 5 P 2 P            |
| 3     | Sowjetunion    | Alexandr Korneljuk Alexander Aksinin Juris Silovs Alexander Schidkich | 39,57    | 1. FRA 2. FRG      | 5 P 2 P            |

Datum: 10. August

### 4 × 400 m Staffel
| Platz | Besetzung      | Land                                                                | Zeit (min) | Länderkampfwertung | Länderkampfwertung |
| ----- | -------------- | ------------------------------------------------------------------- | ---------- | ------------------ | ------------------ |
| 1     | BR Deutschland | Hermann Köhler Falko Geiger Karl Honz Bernd Herrmann                | 3:04,9     | 1. FRG 2. URS      | 5 P 2 P            |
| 2     | Sowjetunion    | Wladimir Nossenko Wiktor Michailow Waleri Judin Semjon Kotscher     | 3:06,0     | 1. FRG 2. FRA      | 5 P 2 P            |
| 3     | Frankreich     | Francis Kerbiriou Roger Velasquez Jacques Carette Francis Demarthon | 3:06,1     | 1. FRG 2. FRA      | 5 P 2 P            |

Datum: 11. August

### 20.000 m Bahngehen
| Platz | Athlet              | Land | Zeit (h)  | Länderkampfwertung | Länderkampfwertung |
| ----- | ------------------- | ---- | --------- | ------------------ | ------------------ |
| 1     | Jewgeni Ljungin     | URS  | 1:30:54,4 | 1. URS 2. FRG      | 14 P 08 P          |
| 2     | Mykola Smaha        | URS  | 1:30:54,6 | 1. URS 2. FRG      | 14 P 08 P          |
| 3     | Gérard Lelièvre     | FRA  | 1:31:12,4 | 1. URS 2. FRG      | 14 P 08 P          |
| 4     | Gerhard Weidner     | FRG  | 1:32:49,0 | 1. URS 2. FRG      | 14 P 08 P          |
| 5     | Heinrich Schubert   | FRG  | 1:34:40,4 | 1. FRA 1. FRG      | 11 P               |
| 6     | Jean-Claude Decosse | FRA  | 1:35:57,0 | 1. FRA 1. FRG      | 11 P               |
| 7     | Jewgeni Torgow      | URS  | 1:36:28,0 | 1. FRA 1. FRG      | 11 P               |
| 8     | Heinz Mayr          | FRG  | 1:37:04,2 | 1. FRA 1. FRG      | 11 P               |
| 9     | Dominique Guebey    | FRA  | 1:37:20,8 | 1. FRA 1. FRG      | 11 P               |

Datum: 10. August

### Hochsprung
| Platz | Athlet              | Land | Höhe (m) | Länderkampfwertung | Länderkampfwertung |
| ----- | ------------------- | ---- | -------- | ------------------ | ------------------ |
| 1     | Kęstutis Šapka      | URS  | 2,14     | 1. URS 2. FRG      | 12 P 10 P          |
| 2     | Walter Boller       | FRG  | 2,14     | 1. URS 2. FRG      | 12 P 10 P          |
| 3     | Franck Bonnet       | FRA  | 2,14     | 1. URS 2. FRG      | 12 P 10 P          |
| 4     | Stanislaw Molotilow | URS  | 2,14     | 1. URS 2. FRG      | 12 P 10 P          |
| 5     | Robert Sainte-Rose  | FRA  | 2,10     | 1. FRA 2. FRG      | 11 P               |
| 6     | Walentin Gawrilow   | URS  | 2,10     | 1. FRA 2. FRG      | 11 P               |
| 7     | Wolfgang Bachl      | FRG  | 2,06     | 1. FRA 2. FRG      | 11 P               |
| 8     | Paul Poaniewa       | FRA  | 2,00     | 1. FRA 2. FRG      | 11 P               |
| 9     | Heinz-Günter Zimmer | FRG  | 2,00     | 1. FRA 2. FRG      | 11 P               |

Datum: 11. August

### Stabhochsprung
| Platz | Athlet              | Land | Höhe (m)                                  | Länderkampfwertung | Länderkampfwertung |
| ----- | ------------------- | ---- | ----------------------------------------- | ------------------ | ------------------ |
| 1     | Jānis Lauris        | URS  | 5,30                                      | 1. URS 2. FRG      | 16 P 03 P          |
| 2     | Walcheri Bolko      | URS  | 5,20                                      | 1. URS 2. FRG      | 16 P 03 P          |
| 3     | Wladimir Trofimenko | URS  | 5,00                                      | 1. URS 2. FRG      | 16 P 03 P          |
| 4     | François Tracanelli | FRA  | 4,90                                      | 1. URS 2. FRG      | 16 P 03 P          |
| 5     | Georges Riou        | FRA  | 4,90                                      | 1. FRA 2. FRG      | 12 P 04 P          |
| 6     | Günther Lohre       | FRG  | 4,80                                      | 1. FRA 2. FRG      | 12 P 04 P          |
| NMW   | Jean-Paul Germes    | FRA  | an der Anfangshöhe von 4,80 m gescheitert | 1. FRA 2. FRG      | 12 P 04 P          |
| NMW   | Robert Anders       | FRG  | an der Anfangshöhe von 4,80 m gescheitert | 1. FRA 2. FRG      | 12 P 04 P          |
| NMW   | Reinhard Kuretzky   | FRG  | an der Anfangshöhe von 4,80 m gescheitert | 1. FRA 2. FRG      | 12 P 04 P          |

Datum: 10. August

### Weitsprung
| Platz | Athlet                | Land | Weite (m) | Länderkampfwertung | Länderkampfwertung |
| ----- | --------------------- | ---- | --------- | ------------------ | ------------------ |
| 1     | Walerij Pidluschnyj   | URS  | 7,95      | 1. URS 2. FRG      | 12 P 08 P          |
| 2     | Joachim Busse         | FRG  | 7,85      | 1. URS 2. FRG      | 12 P 08 P          |
| 3     | Philippe Deroche      | FRA  | 7,82      | 1. URS 2. FRG      | 12 P 08 P          |
| 4     | Ulrich Köwring        | FRG  | 7,79      | 1. URS 2. FRG      | 12 P 08 P          |
| 5     | Tõnu Lepik            | URS  | 7,67      | 1. FRG 2. FRA      | 11 P 10 P          |
| 6     | Jean-François Bonhème | FRA  | 7,64      | 1. FRG 2. FRA      | 11 P 10 P          |
| 7     | Waleri Subkow         | URS  | 7,52      | 1. FRG 2. FRA      | 11 P 10 P          |
| 8     | Christian Tourret     | FRA  | 7,50      | 1. FRG 2. FRA      | 11 P 10 P          |
| NMW   | Hans Baumgartner      | FRG  | ogV       | 1. FRG 2. FRA      | 11 P 10 P          |

Datum: 10. August

### Dreisprung
| Platz | Athlet           | Land | Weite (m) | Länderkampfwertung | Länderkampfwertung |
| ----- | ---------------- | ---- | --------- | ------------------ | ------------------ |
| 1     | Wiktor Sanejew   | URS  | 16,52     | 1. URS 2. FRG      | 16 P 06 P          |
| 2     | Anatoli Piskulin | URS  | 16,32     | 1. URS 2. FRG      | 16 P 06 P          |
| 3     | Gennadi Bessonow | URS  | 16,02     | 1. URS 2. FRG      | 16 P 06 P          |
| 4     | Ludwig Franz     | FRG  | 15,81     | 1. URS 2. FRG      | 16 P 06 P          |
| 5     | Bernard Lamitié  | FRA  | 15,76     | 1. FRA 2. FRG      | 12 P 10 P          |
| 6     | Joachim Kugler   | FRG  | 15,57     | 1. FRA 2. FRG      | 12 P 10 P          |
| 7     | Robert le Goupil | FRA  | 15,48     | 1. FRA 2. FRG      | 12 P 10 P          |
| 8     | André Rota       | FRA  | 15,44     | 1. FRA 2. FRG      | 12 P 10 P          |
| 9     | Wolfgang Kolmsee | FRG  | 15,32     | 1. FRA 2. FRG      | 12 P 10 P          |

Datum: 11. August

### Kugelstoßen
| Platz | Athlet                 | Land | Weite (m) | Länderkampfwertung | Länderkampfwertung |
| ----- | ---------------------- | ---- | --------- | ------------------ | ------------------ |
| 1     | Ralf Reichenbach       | FRG  | 20,80     | 1. URS 1. FRG      | 11 P               |
| 2     | Alexander Baryschnikow | URS  | 20,59     | 1. URS 1. FRG      | 11 P               |
| 3     | Waleri Woikin          | URS  | 19,78     | 1. URS 1. FRG      | 11 P               |
| 4     | Ferdinand Schladen     | FRG  | 19,35     | 1. URS 1. FRG      | 11 P               |
| 5     | Anatoli Jarosch        | URS  | 19,00     | 1. FRG 2. FRA      | 16 P 06 P          |
| 6     | Gerhard Steines        | FRG  | 18,52     | 1. FRG 2. FRA      | 16 P 06 P          |
| 7     | Arnjolt Beer           | FRA  | 18,39     | 1. FRG 2. FRA      | 16 P 06 P          |
| 8     | Christian Petit        | FRA  | 16,87     | 1. FRG 2. FRA      | 16 P 06 P          |
| 9     | Philippe Heinrich      | FRA  | 16,04     | 1. FRG 2. FRA      | 16 P 06 P          |

Datum: 11. August

### Diskuswurf
| Platz | Athlet                 | Land | Weite (m) | Länderkampfwertung | Länderkampfwertung |
| ----- | ---------------------- | ---- | --------- | ------------------ | ------------------ |
| 1     | Hein-Direck Neu        | FRG  | 61,08     | 1. FRG 2. URS      | 12 P 10 P          |
| 2     | Wiktor Pensikow        | URS  | 60,54     | 1. FRG 2. URS      | 12 P 10 P          |
| 3     | Klaus-Peter Hennig     | FRG  | 58,90     | 1. FRG 2. URS      | 12 P 10 P          |
| 4     | Wiktor Schurba         | URS  | 58,00     | 1. FRG 2. URS      | 12 P 10 P          |
| 5     | Alexander Baryschnikow | URS  | 56,18     | 1. FRG 2. FRA      | 15 P 07 P          |
| 6     | Frédéric Piette        | FRA  | 55.68     | 1. FRG 2. FRA      | 15 P 07 P          |
| 7     | Alwin Wagner           | FRG  | 55.38     | 1. FRG 2. FRA      | 15 P 07 P          |
| 8     | Michel Chabrier        | FRA  | 53,34     | 1. FRG 2. FRA      | 15 P 07 P          |
| 9     | Marcel Le Baron        | FRA  | 49,56     | 1. FRG 2. FRA      | 15 P 07 P          |

Datum: 10. August

### Hammerwurf
| Platz | Athlet                | Land | Weite (m) | Länderkampfwertung | Länderkampfwertung |
| ----- | --------------------- | ---- | --------- | ------------------ | ------------------ |
| 1     | Walentin Dmitrienko   | URS  | 74,04     | 1. URS 2. FRG      | 16 P 06 P          |
| 2     | Alexei Spiridonow     | URS  | 73,34     | 1. URS 2. FRG      | 16 P 06 P          |
| 3     | Anatolij Bondartschuk | URS  | 73,10     | 1. URS 2. FRG      | 16 P 06 P          |
| 4     | Manfred Hüning        | FRG  | 71,00     | 1. URS 2. FRG      | 16 P 06 P          |
| 5     | Edwin Klein           | FRG  | 70,56     | 1. FRG 2. FRA      | 16 P 06 P          |
| 6     | Uwe Beyer             | FRG  | 69,44     | 1. FRG 2. FRA      | 16 P 06 P          |
| 7     | Daniel Mikolajczyk    | FRA  | 64,24     | 1. FRG 2. FRA      | 16 P 06 P          |
| 8     | Jacques Accambray     | FRA  | 62,84     | 1. FRG 2. FRA      | 16 P 06 P          |
| 9     | Noël Belliot          | FRA  | 59,78     | 1. FRG 2. FRA      | 16 P 06 P          |

Datum: 10. August

### Speerwurf
| Platz | Athlet              | Land | Weite (m) | Länderkampfwertung | Länderkampfwertung |
| ----- | ------------------- | ---- | --------- | ------------------ | ------------------ |
| 1     | Jānis Lūsis         | URS  | 81,48     | 1. URS 2. FRG      | 13 P 09 P          |
| 2     | Nikolai Grebnjew    | URS  | 81,36     | 1. URS 2. FRG      | 13 P 09 P          |
| 3     | Lelesio Tuita       | FRA  | 77,48     | 1. URS 2. FRG      | 13 P 09 P          |
| 4     | Horst Timmer        | FRG  | 76,88     | 1. URS 2. FRG      | 13 P 09 P          |
| 5     | Michael Wessing     | FRG  | 76,88     | 1. FRG 1. FRA      | 11 P               |
| 6     | Serge Leroy         | FRA  | 73,36     | 1. FRG 1. FRA      | 11 P               |
| 7     | Elmar Tappe         | FRG  | 71,36     | 1. FRG 1. FRA      | 11 P               |
| 8     | Alexander Makarow   | URS  | 69,26     | 1. FRG 1. FRA      | 11 P               |
| 9     | Jean-Jacques Trefou | FRA  | 68,60     | 1. FRG 1. FRA      | 11 P               |

Datum: 11. August